# Homoneura arizonensis
Homoneura arizonensis är en tvåvingeart som beskrevs av Miller 1977. Homoneura arizonensis ingår i släktet Homoneura och familjen lövflugor. Inga underarter finns listade i Catalogue of Life.